# Jean-Jacques-Joseph Leroy d'Étiolles
Pour les articles homonymes, voir Leroy.
Jean-Jacques-Joseph Leroy d'Étiolles, né le 5 avril 1798 à Paris et mort le 21 août 1860 à Étiolles est un médecin français.

## Biographie
Leroy d’Étiolles est l’inventeur de plusieurs instruments médicaux, notamment pour le traitement des calculs avec le lithotriteur (1822), qui est perfectionné et appliqué avec succès par Jean Civiale (1792–1867) peu après,. Il est aussi connu pour ses travaux précurseurs sur les barotraumatismes provoqués par la ventilation mécanique.
Il fait son entrée à l'Académie royale de médecine à Bruxelles en 1843.